# Colobothea lineatocollis
Colobothea lineatocollis là một loài bọ cánh cứng trong họ Cerambycidae.